# Szent arkangyalok fatemplom (Dióshalom)
A dióshalmi Szent arkangyalok fatemplom műemlékké nyilvánított épület Romániában, Máramaros megyében. A romániai műemlékek jegyzékében az MM-II-a-A-04769 sorszámon szerepel, ugyanakkor egyike a világörökséggé nyilvánított nyolc máramarosi fatemplomnak.